# Cerâmica (Nova Iguaçu)
Cerâmica é um bairro do município brasileiro de Nova Iguaçu.

## Geografia
Localizado na Região da Posse, faz divisa com os bairros de Cacuia, Ponto Chic, Posse, Tinguazinho, Três Corações, além de Jardim Iguaçu e Comendador Soares, sendo dividido com ambos pela Via Dutra.

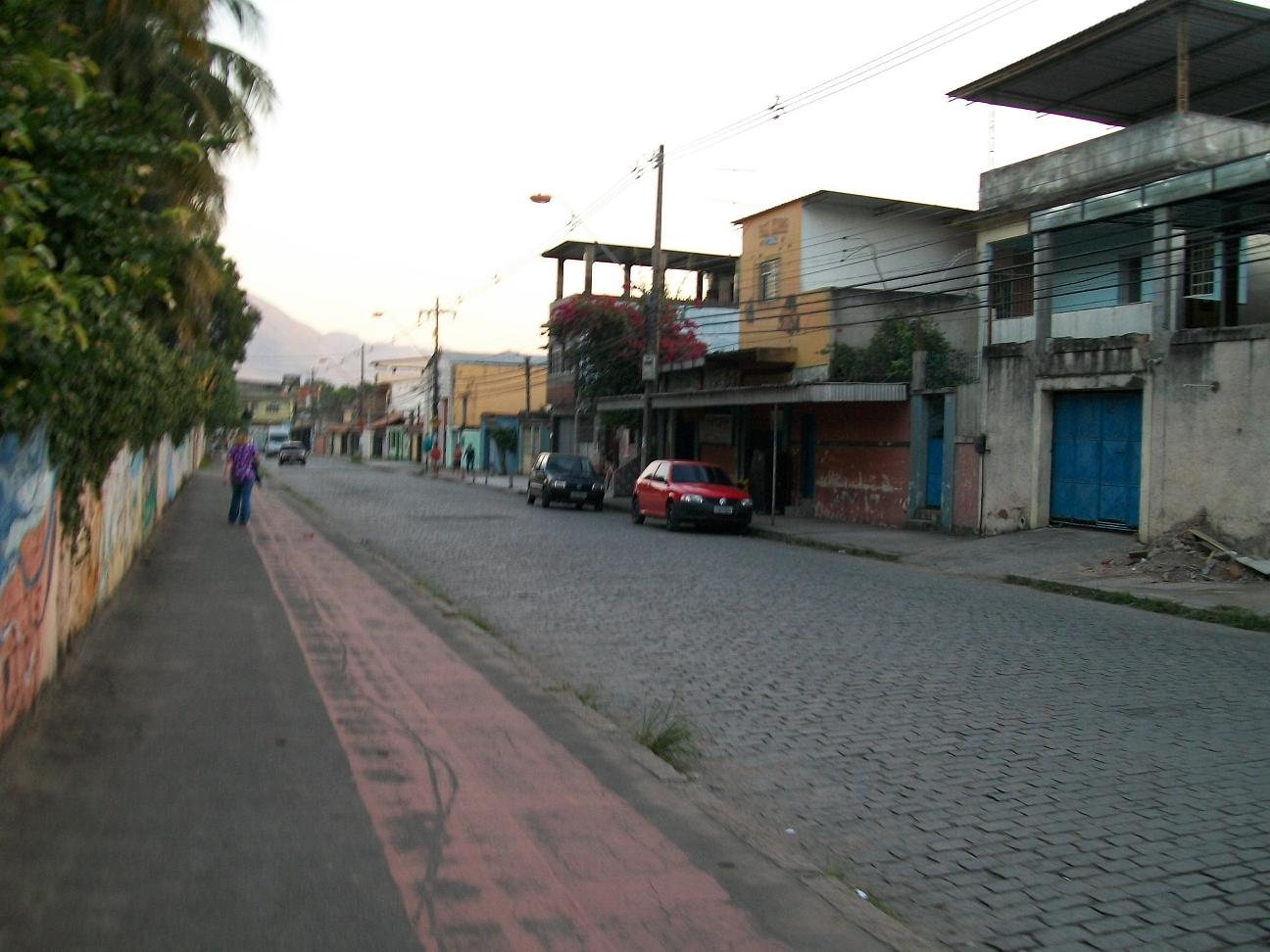
Rua do bairro de Cerâmica.

É um bairro predominantemente residencial.
Há divergência sobre sua correta delimitação entre o CEP e a delimitação oficializada pela prefeitura. A Rua Dona Emília, próxima ao chamado "Centro da Cerâmica", é referida por moradores como parte de Cerâmica, e também assim é oficializada pela prefeitura. De acordo com a Empresa Brasileira de Correios e Telégrafos, no entanto, a mesma rua é parte do Ponto Chic.

### Delimitação
018 - Bairro Cerâmica
Começa no encontro da BR116 – Rod. Presidente Dutra com a Rua Thomaz Fonseca. O limite segue pela Rua Thomaz Fonseca (incluída) até a Rua do Alegrio, segue por esta (incluída) até a Estr. Velha de São José, segue por esta (incluída) até a Rua Gama, segue por esta (excluída) até a Rua Minas Gerais, segue por esta (excluída) até a BR116 – Rod. Presidente Dutra, segue pelo eixo desta até o ponto inicial desta descrição.

### Subdivisões

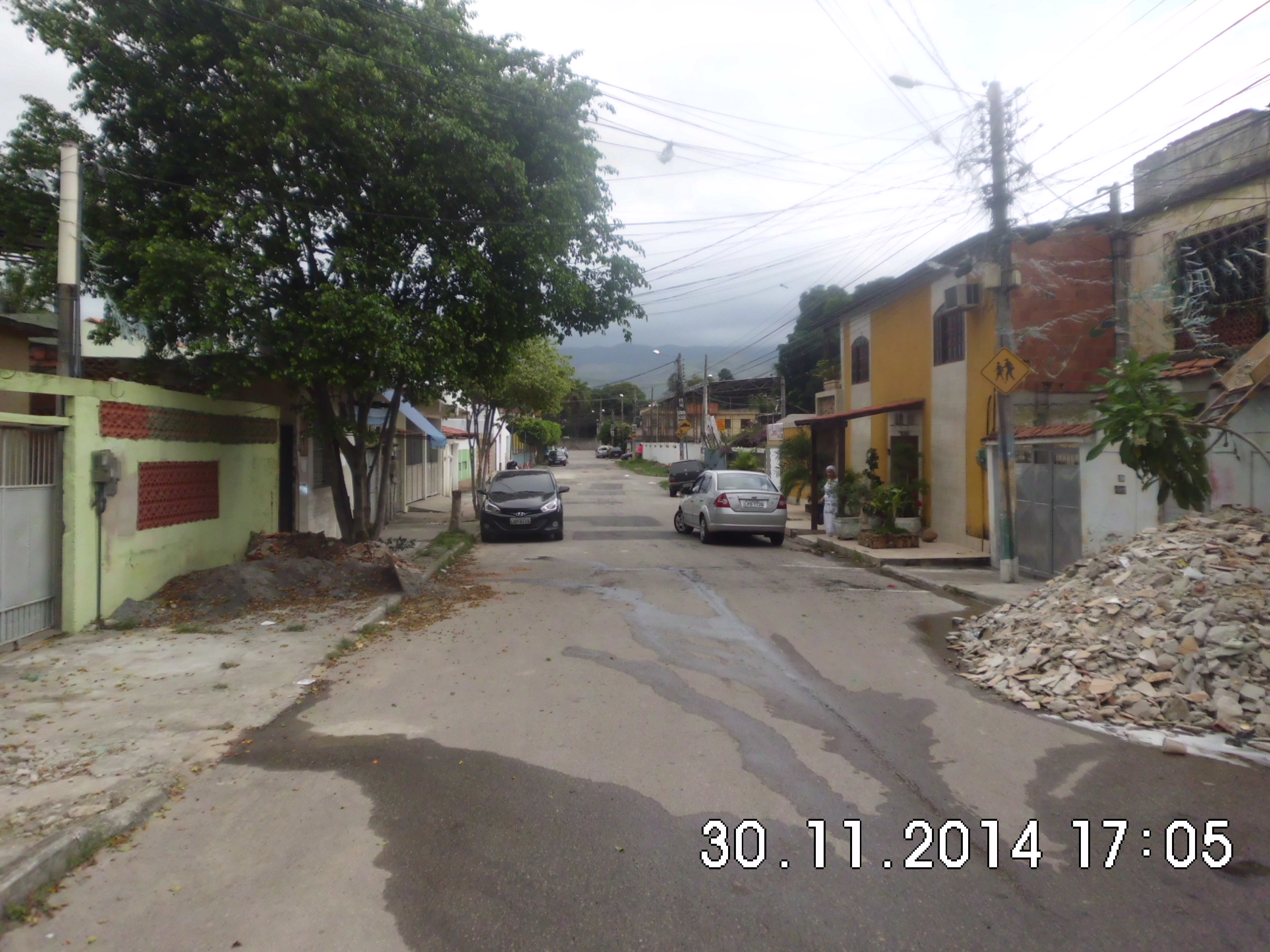
Rua Próxima a pracinha 1 do Grajaú

Possui algumas localidades que por vezes são equiparadas a sub-bairros, entre as quais Areal, Barróca, Bernardo Kelner, Buraco Quente, Curva da Morte, Seis Ponto Oito, Bairro Floresta, Grajaú, Morro da Manga Rosa, entre outras. A área entre a esquina da Rua Dona Emília com a Geni Saraiva e a esquina desta última com a Rua Gama é chamada popularmente de "Centro da Cerâmica", por ser a área mais comercial, embora essa denominação possa ser extensiva a algumas ruas ao redor, que não fazem parte de nenhuma comunidade ou sub-bairro.

## História
O bairro recebeu esse nome por conta de uma fábrica de cerâmicas na região que servia de referência, o que acabou se tornando o nome do bairro.
É conhecido pela escola de samba Flor de Iguaçu, fundada em 1982. Em 2005, foi um dos palcos da Chacina da Baixada